# Los Corrales, Oaxaca
Los Corrales är en ort i Mexiko.   Den ligger i kommunen Acatlán de Pérez Figueroa och delstaten Oaxaca, i den sydöstra delen av landet, 290 km öster om huvudstaden Mexico City. Los Corrales ligger 96 meter över havet och antalet invånare är 588.
Terrängen runt Los Corrales är kuperad österut, men västerut är den platt. Runt Los Corrales är det ganska tätbefolkat, med 179 invånare per kvadratkilometer. Närmaste större samhälle är Acatlán de Pérez Figueroa, 12,7 km norr om Los Corrales. Trakten runt Los Corrales består huvudsakligen av våtmarker.